# 2023年の中華人民共和国
2023年の中華人民共和国 （2023ねんのちゅうかじんみんきょうわこく）では、2023年の中華人民共和国に関する出来事について記述する。

## 要職者
- 中国共産党総書記（最高指導者）
  - 第5代: 習近平 （2012年11月15日 - ）
- 国家主席
  - 第7代: 習近平 （2013年3月14日 - ）
- 国務院総理
  - 第7代: 李克強 （2013年3月15日 - 2023年3月11日）※李克強内閣
  - 第8代: 李強 （2023年3月11日 - ）※李強内閣（英語版）
- 全人代常務委員会委員長
  - 第10代: 栗戦書 （2018年3月17日 - 2023年3月10日）
  - 第11代: 趙楽際 （2023年3月10日 - ）
- 全国政治協商会議主席
  - 第9代: 汪洋 （2018年3月14日 - 2023年3月10日）
  - 第10代: 王滬寧 （2023年3月10日 - ）
- 国家副主席
  - 第11代: 王岐山 （2018年3月17日 - 2023年3月10日）
  - 第12代: 韓正 （2023年3月10日 - ）
- 国家監察委員会主任
  - 第1代: 楊暁渡 （2018年3月18日 - 2023年3月11日）
  - 第2代: 劉金国（中国語版） （2023年3月11日 - ）

## できごと

### 1月
- 1月2日 - 福建省で、潤滑油を載せたタンクローリーから出火し爆発。周辺の建物に燃え移る被害が出た[1]。
- 1月6日 - 重慶市にある新型コロナウイルス感染症抗原検査キットの工場の労働者数千人が解雇された[2]。
- 1月7日 - 同市で上述の大量リストラへの抗議として、1000人以上が参加する大規模なデモが発生した[2]。
- 1月8日 - 江西省南昌市南昌県で葬儀の参列者にトラックが突っ込み、19人が死亡、20人が負傷[3]。
- 1月9日 - 「戦狼外交」で知られる報道官趙立堅が、同日までに国境関連の部門に異動していたことが報じられた[4]。
- 1月11日 - 広州市で車が暴走し、歩行者など5人が死亡し、13人が負傷[5]。
- 1月14日 - 当局によって拘束されていた人権活動家の唐吉田（英語版）が、約1年ぶりに釈放された[6]。
- 1月17日
  - チベット自治区ニンティ市の山中を通る道路付近で雪崩が発生し、28人が死亡[7]。
  - 中国国家統計局（英語版）が2022年末の人口を発表し、総人口は14億1175万人で、21年末から85万人の減少と判明。人口が減少したのは1961年の中華人民共和国大飢饉以来61年ぶり[8]。

### 2月
- 2月1日 - アメリカ合衆国及びカナダ上空で偵察用と見られる中華人民共和国の気球が発見された（2023年中国気球事件）。
- 2月4日 - 湖南省の高速道路で5件の玉突き事故が相次ぎ、計16人が死亡、66人が負傷[9]。
- 2月8日 - 湖北省の武漢市政府庁舎前で医療保険制度の改変に対する、高齢者による大規模な抗議デモが行われた。数万人が参加したと報じられ、このような大規模デモは2022年末の「白紙革命」以来とされる[10]。
- 2月15日 - 8日に続き、武漢市や遼寧省大連市で、引退世代による大規模な抗議デモが行われた。一連の抗議行動は「白髪革命」と呼ばれている[11]。
- 2月22日 - 内モンゴル自治区の炭鉱で崩落事故が発生し、23日時点で少なくとも4名が死亡、数十人が行方不明となっている[12]。

### 3月
- 3月12日 - 第95回アカデミー賞でエブリシング・エブリウェア・オール・アット・ワンスが作品賞などの7部門を受賞。中国系マレーシア人のミシェル・ヨーがアジア出身として初のアカデミー主演女優賞を受賞。劇中では広東語も話す。[13]。
- 3月10日 - 第14期全国人民代表大会が全体会議を開催。中国共産党総書記習近平が賛成2,952票の全会一致で国家主席に3選されたほか[14]、副主席に韓正筆頭副首相、全国人民代表大会常務委員長に趙楽際党政治局常務委員を選出[15]。11日には国務院総理に李強を賛成2,936、反対3、棄権8票で選出[16][17]。
- 3月13日 - 2023 ワールド・ベースボール・クラシックのB組で中国代表は0勝4敗で敗退[18]。
- 3月20日 - 習近平のロシア訪問
- 3月30日 -  ブラジルと米ドルを介さずに自国通貨で取引する協定に署名[19]。

### 4月
- 4月5日-7日 - 北京市での2023年フランス・中国首脳会談（英語版）
- 4月8日-10日 - 中国人民解放軍、台湾周辺で大規模軍事演習を実施。

- 4月11日-14日 - 北京市での2023年ブラジル・中国首脳会談（英語版）
- 4月17日 - 中国プロバスケットボールリーグ(CBA)は上海久事大鯊魚籃球倶楽部（シャークス）と江蘇龍皇帝亜籃球倶楽部（ドラゴンズ）に対して、八百長の疑いでリーグへの参加資格を停止[20]。
- 4月18日 - 北京市豊台区にある北京長峰医院で火災が発生し、29人が死亡し、39人が負傷した[21]。

- 4月19日
  - 山東省泗水県で大型トラックが暴走して歩行者らをはね、7人が死亡、10人が負傷[22]。
  - 国際連合人口基金、インドの人口が2023年半ば時点で約14億2800万人となり、中国を超え世界最多となる推計を発表[23]。
- 4月20日 - 上海モーターショーでBMW傘下のミニがアイスクリームを外国人にだけ配布していた問題で謝罪[24]。
- 4月30日 - 丁立人が中国人として初めて世界チェス選手権で優勝[25]。

### 5月
- 5月2日 - 雲南省保山市隆陽区でマグニチュード5.2の地震が発生[26]。
- 5月13日 - 山西省で男が一家を襲撃した後、車を暴走させ、7人が死亡、11人が負傷[27]。
- 5月18日 - 広西チワン族自治区靖西市で14人が乗った車がため池に転落し、11人が死亡[28]。
- 5月19日 - ワシントン・ミスティクスに所属の李夢（英語版）がWNBAの公式戦に初出場。中国人選手として7人目。
- 5月20日-28日 - 第57回世界卓球選手権個人戦の全種目で中国人選手が優勝。
- 5月26日 - 林丹がバドミントン殿堂入り[29]。

### 6月
- 6月4日 - 四川省楽山市の国有林で土砂崩れが発生し、19人が死亡[30]。
- 6月13日 - 天津市の集合住宅で花火による連続爆発が発生し、3人が死亡[31]。
- 6月19日 - 訪中しているブリンケン米国国務長官が習近平国家主席（党総書記）と会談[32]。
- 6月21日 -  寧夏回族自治区の銀川市興慶区の飲食店でガス爆発が発生し、31人が死亡し、7人が負傷した[33]。

### 7月
- 7月1日 - 改正反スパイ法が施行[34]。
- 7月7日 - 訪中しているイエレン米国財務長官が李強首相と会談[35]。
- 7月10日 - 広東省廉江市の幼稚園で男が刃物で襲撃し、6人が死亡、1人が負傷[36]。
- 7月14日-30日 - 2023年世界水泳選手権
  - 2023年世界水泳選手権中国選手団（英語版）
  - 覃海洋が男子200メートル平泳ぎで2分5秒48の世界新記録（英語版）で優勝し、50メートルと100メートルとあわせて、史上初の同一大会での平泳ぎの3冠を達成[37]。
- 7月16日 - 2023年FIVB女子バレーボールネーションズリーグの決勝で中国代表がトルコ代表に敗れて準優勝[38]。
- 7月23日 - 黒竜江省チチハル市の体育館で屋根が崩落し、11人が死亡[39]。
- 7月24日 - 中国バスケットボール協会がNBA・ミネソタ・ティンバーウルブズに所属でアメリカ出身のカイル・アンダーソンが中国国籍の取得を発表[40]。
- 7月25日 - 政府は秦剛の解任を発表（後任は王毅）[41]。
- 7月29日 - 令和5年台風第5号が福建省に上陸後、北京市、河北省などで少なくとも20人が死亡[42]。

### 8月
- 8月1日 - 2023 FIFA女子ワールドカップのグループDで中国代表がグループステージで敗退。出場した8大会では初[43]。
- 8月6日 - 山東省徳州市の南方でマグニチュード5.4の地震が発生し、少なくとも23人が負傷[44]。
- 8月11日 - 陝西省西安市で土石流が発生し、21人が死亡、6人が行方不明[45]。
- 8月17日 - 恒大集団がニューヨークで連邦破産法第15条の適用を申請[46]。
- 8月19日-27日 - 2023年世界陸上競技選手権大会
  - 2023年世界陸上競技選手権大会中国選手団（英語版）
- 8月20日-26日 - 第11回 BFA U15アジア選手権
- 8月24日 -  日本の福島第一原子力発電所のALPS処理水の海洋放出の決定を受けて、日本からの水産物の輸入を全面的に禁止[47]。
- 8月31日 - 百度による生成的人工知能「文心一言」が一般向けサービスの提供が開始[48]。

### 9月
- 9月2日 - 2023年FIBAバスケットボール・ワールドカップで中国代表は決勝トーナメントに進出できず、29位となった[49]。
- 9月5日-10日 - 2023年中国オープン (バドミントン)が江蘇省常州市で開催。
- 9月19日 - 江蘇省宿遷市で竜巻が発生し、10人が死亡[50]。
- 9月23日 - 杭州市で第19回アジア大会の開幕[51]。

### 10月
- 10月2日-15日 - ATPツアー・マスターズ1000・上海マスターズ
- 10月22日 - 杭州市で第4回アジアパラ競技大会が開幕[52]。
- 10月24日 - 全人代常務委員会
  - 愛国主義教育法が可決、成立[53]。
  - 李尚福国防相が解任[54]。
  - 全人代常務委員会は1兆元の国債の発行を承認[55]。
- 10月25日 - 不動産業者の碧桂園のドル建て債の利払い不履行について受託機関がデフォルトだと判断した[56]。
- 10月25日 - 国家データ局（中国語版）が正式に発足[57]。
- 10月31日 - 大手SNSプラットホーム各社はフォロワー50万人以上のセルフメディアのアカウントに実名制導入を発表[58]。

### 11月
- 11月6日 - 黒竜江省ジャムス市樺南県の体育館で屋根が崩落し、3人が死亡[59]。
- 11月10日-12日 - 2023/2024 ISUグランプリシリーズ第4戦の2023年中国杯が重慶市で開催。
- 11月16日 - 山西省の炭鉱事務所で火災が発生し、26人が死亡、少なくとも38人が負傷した[60]。
- 11月22日 - 中国で流行している子供の呼吸器疾患に関して、世界保健機関が予防を呼びかける声明を発表[61]。
- 11月28日 - 黒竜江省双鴨山市で炭鉱事故が発生し、11人が死亡[62]。

### 12月
- 12月7日-10日 - 2023/2024 ISUグランプリシリーズ・グランプリファイナルが北京国家体育館]で開催。
- 12月13日-17日 - 2023年ワールドツアーファイナルズが杭州市で開催。
- 12月14日 - 北京地下鉄昌平線で追突事故が発生し、100人が骨折、500人以上が病院に搬送された[63]。
- 12月17日 - WTT女子ファイナルズの決勝で孫穎莎が王芸迪を破って、3年連続の優勝を達成[64]。
- 12月18日 - 甘粛省蘭州市の南西約100kmの地点で深夜にマグニチュード5.9の地震が発生し、116人が死亡[65]。
- 12月20日 - 黒竜江省鶏西市で鉱山用カートが線路から逸脱し、12人が死亡、13人が負傷[66]。
- 12月29日 - 全国人民代表大会常務委員会
  - 核ミサイル部隊を管轄するロケット軍の李玉超（中国語版）前司令官など軍高官ら9人の全人代代表（議員）の解任を発表。理由は明かされなかった[67]。
  - 2ヶ月にわたって不在となっていた国防相に董軍前海軍司令官を任命することを発表[68]。

## 周年
- 3月24日 - 四川省の大地震から100年

## 死去

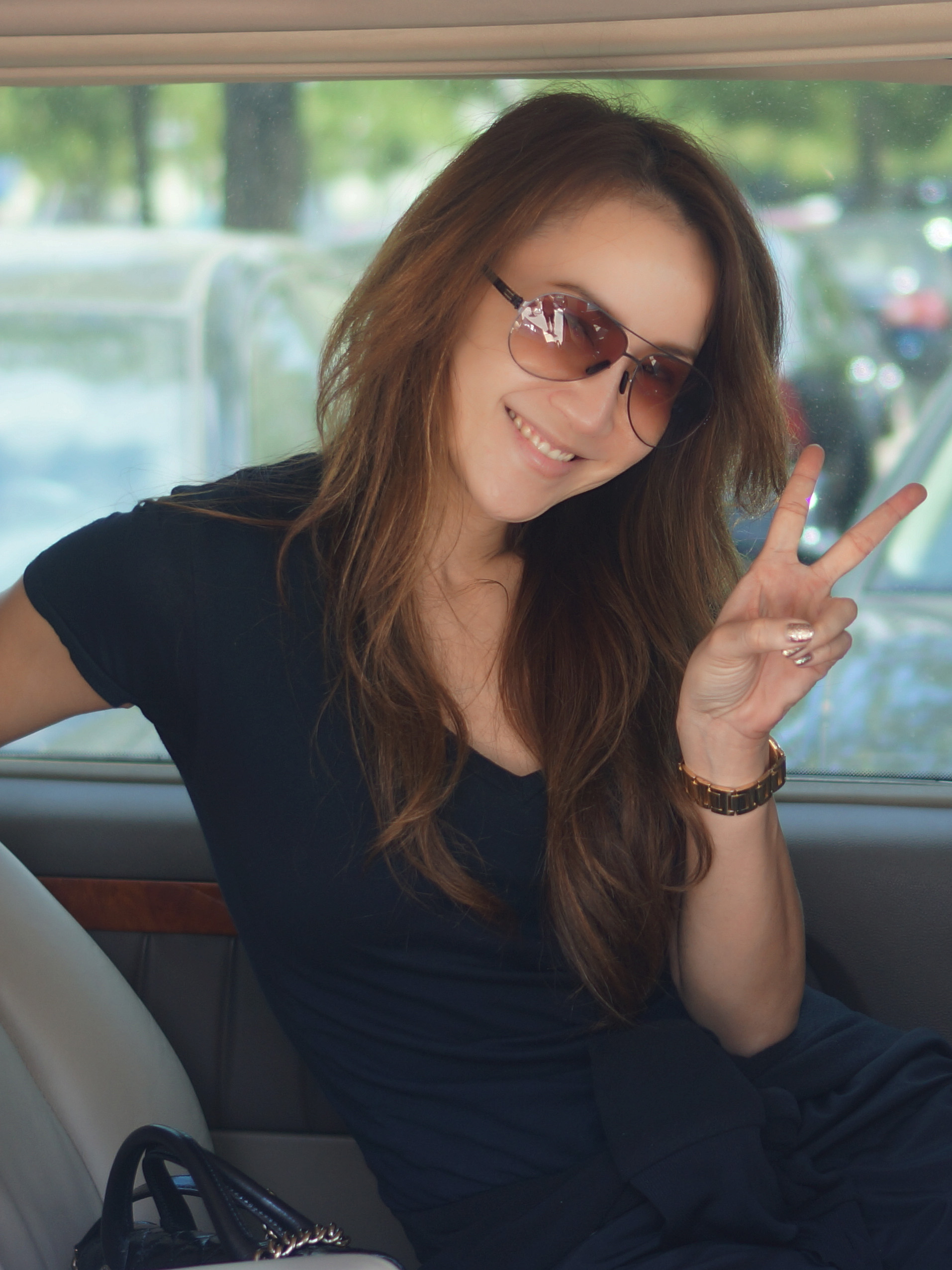
ココ・リー

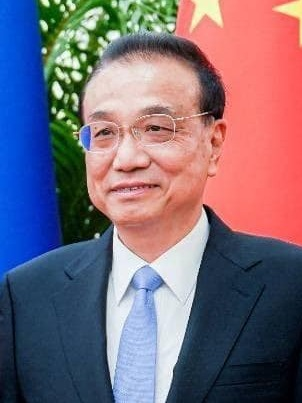
李克強

- 1月1日 - 范維唐（英語版）：政治家（* 1935年）
- 1月1日 - 朱祖寿（英語版）：外交官（* 1945年）
- 1月2日 - 胡福明（英語版）：学者（* 1935年）
- 1月8日 - 武韜（英語版）：外交官（* 1940年）
- 1月10日 - 何平 (映画監督)（英語版）：映画監督（* 1957年）
- 1月16日 - 于海：武術家（* 1942年）
- 2月15日 - 銭国梁：軍人（* 1940年）
- 2月27日 - 沈祖倫：政治家（* 1931年）
- 3月6日 - 王小謨：レーダー専門家（* 1938年）
- 3月12日 - 李来柱：軍人（* 1932年）
- 4月1日 - 羅志軍：政治家（* 1951年）
- 5月9日 - 陳文寛（英語版）：男性スーパーセンテナリアン（* 1913年）
- 7月3日 - 閻明復：政治家（* 1931年）
- 7月5日 - ココ・リー：歌手（* 1975年）
- 9月4日 - 呂薛安：サッカー選手 (DF)（* 1999年）
- 10月14日 - 梅祖麟：言語学者（* 1933年）
- 10月22日 - 楊楽（英語版）：数学者（* 1939年）
- 10月27日
  - 李克強：第7代国務院総理（* 1955年）
  - 呉尊友（英語版）：感染症学者（* 1963年）
- 12月9日 - 于小渝（英語版）：バドミントン選手（* 1992年）
- 12月10日 - 高耀潔（英語版）：エイズ渦を告発した医師（* 1927年）
- 12月11日 - キャシー・チャウ（英語版）：女優（* 1966年）
- 12月15日 - 湯曉鴎（英語版）：商湯科技（センスタイム）の共同創業者（* 1968年）